# フェルディナンド・マルコスの埋葬
本項では、フェルディナンド・マルコスの埋葬について記載する。フィリピン共和国第10代大統領フェルディナンド・マルコスは1986年にピープルパワー革命で失脚し
、1989年に亡命先のハワイで病死した。1993年に遺体の帰国が認められたものの、イメルダ・マルコス夫人らが英雄墓地への埋葬を希望する一方、ベニグノ・アキノ3世らが反対していた。
しかし、2016年6月にフィリピン共和国大統領に就任したロドリゴ・ドゥテルテが「国民の和解」を理由に英雄墓地への埋葬を決定し、マルコス大統領の英雄墓地への埋葬を認めるか否かはフィリピンを二分する議論となったが、最終的に2016年11月18日に英雄墓地へと埋葬された。

## 背景

### 英雄墓地

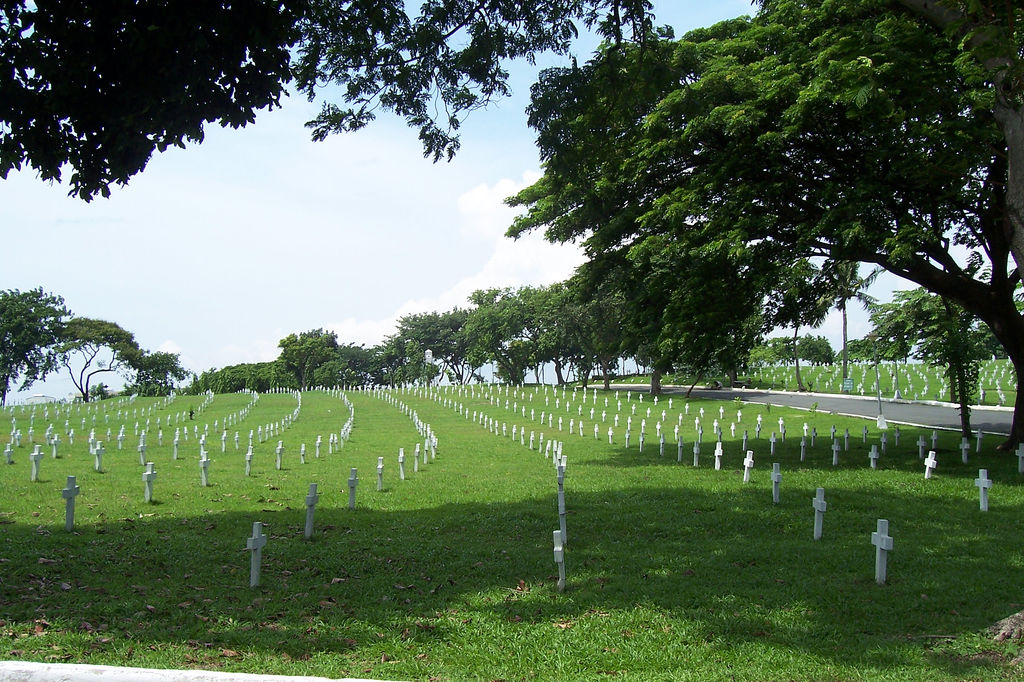
英雄墓地（2005年7月16日撮影）

英雄墓地（フィリピン語：Libingan ng mga Bayani, LNMB）は、1947年に第二次世界大戦で戦死した人々のために「Republic Memorial Cemetery（直訳：共和国記念墓地）」の名前で設立され、1954年にラモン・マグサイサイ大統領によって、現在の名称に改名された。
この墓地に埋葬される資格があるのは、フィリピン軍では最高位の勲章であるmedal of valorの受章者、フィリピン共和国大統領、フィリピン軍の総司令官参謀長、将校、殉職者、フィリピン沿岸警備隊またはフィリピン国家警察に就職した退役軍人、フィリピン独立革命、第一次世界大戦、第二次世界大戦、ゲリラとの戦いに参加した軍人、政府または教会の高官・宗教指導者、政府の役職を経験した政治家、国会議員、国民的な芸術家、もしくは軍総司令官、議会、または国防大臣によって承認された人物だとされている。

### フェルディナンド・マルコス
フィリピン共和国第10代大統領のフェルディナンド・マルコスは、1986年にピープルパワー革命で失脚し、家族を伴いアメリカ合衆国に亡命したが、1989年に亡命先のハワイ州で病死した。1991年に家族が帰国し、1993年に遺体の帰国も認められ、出身地である北イロコス州のマルコスの博物館・フェルディナンド・E・マルコス大統領センターにある廟で冷凍保存されていた。
独裁者で戒厳令下の人権蹂躙で大勢の被害者がいるが、『日本経済新聞』によれば、出身地のルソン島北部では未だに根強い人気があり、また『産経新聞』によれば、独裁時代を直接経験していないフィリピンの若者では「開発独裁」との呼び名があるマルコス政権を「黄金時代」として再評価する意見も存在する。

## 経緯

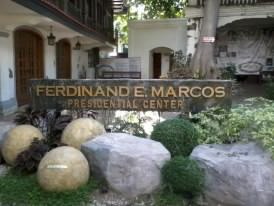
北イロコス州にあるマルコス大統領の博物館フェルディナンド・E・マルコス大統領センター。英雄墓地に埋葬されるまで遺体はここの霊廟に安置されていた。

前節で述べたようにマルコス大統領の遺体は、北イロコス州の霊廟に安置されていたが、彼の遺族は30年以上英雄墓地への埋葬を希望していた。だが、第15代大統領のベニグノ・アキノ3世は父ベニグノ・アキノ・ジュニアがマルコス政権時代に暗殺されており、英雄墓地への埋葬に反対していた。
次の第16代大統領ロドリゴ・ドゥテルテは、父ヴィンセント・ドゥテルテがマルコス政権で一時期閣僚を務めていた人物であり、自身も大統領選でマルコス大統領の娘アイミーの支援を受けているなど、マルコス一族と親しい関係にあると報じられており、2016年6月に大統領に就任するとマルコス大統領の遺体を英雄墓地へ埋葬すると決定した。
だが、埋葬差し止めの仮処分を求める申請がフィリピン最高裁判所に提出され、8月に最初の差し止めが行われ後に2回差し止め期間が延長された。9月7日には10月18日まで埋葬を禁止して審理を継続させる判断が下された。その後、再度差し止め期間が11月8日まで延長されて審議が続けられたが、11月8日、最高裁はマルコス大統領の英雄墓地への埋葬を認める判決を下した。
2016年11月18日、マルコス大統領の遺体がヘリコプターで英雄墓地まで運ばれ埋葬した。日時は事前に公開されず、厳戒態勢で短時間の内に埋葬し、英雄墓地には警察警備隊が配備された。

### 埋葬に関するデモ
2016年8月14日、マニラ市内のホセ・リサール公園でマルコス元大統領を英雄墓地へ埋葬する決定に対する抗議デモが実施され、約数百人が参加した。
デモの主催者は、フィリピン軍の規定で不道徳行為に関与した罪で有罪となった人物は英雄墓地に埋葬できないので、マルコス大統領はこの規定に該当するのだと主張した。8月18日に英雄墓地に反対派数百名が集まり、門の前で警官ともみ合う事態になった。9月21日、マルコス大統領が44年前に戒厳令を発令した日、埋葬に反対する学生数千人がデモ行進を実施した。また、11月18日の埋葬後にも抗議行動が行われた。

## 最高裁の判決
2016年11月8日、フィリピン最高裁でマルコス大統領の埋葬問題について投票が行われ、賛成9票、反対5票、棄権1票で埋葬が認められた。最高裁の報道官は主な理由として、ドゥテルテ大統領による埋葬指示は重大な職権乱用とは言えないこと、ドゥテルテ大統領には公的な目的のために公有地を使用する権限があること、マルコス大統領は英雄墓地への埋葬資格のうち大統領、司令官など複数の条件を満たしていること、「不名誉除隊」による埋葬資格喪失は軍人を対象したものでありマルコス大統領には適用できないこと、不道徳行為による有罪判決を受けておらずこちらの理由でも資格喪失していないことを挙げた。

## 埋葬に対する意見
第15代大統領のベニグノ・アキノ3世は父ベニグノ・アキノ・ジュニアがマルコス政権時代に暗殺されており、英雄墓地への埋葬に反対した。ボビー・タナダ元上院議員は2016年8月14日の抗議デモで演説し、その中でマルコス大統領を英雄墓地に埋葬するのは「国家の恥」だと述べた。ウォールデン・ベロ元下院議員は「アル・カポネをアーリントン国立墓地に葬るようなもの」と表現した。オンティベロス上院議員は「世界中の笑いものになる」と懸念を表明した。レニー・ロブレド副大統領も反対派であり、埋葬が行われた後に「（マルコス元大統領は）英雄ではない。もし英雄であれば、遺族は恥ずべき犯罪行為のように埋葬を隠す必要はないだろう」と主張した。
ホセ・カリダ検事総長は裁判で戒厳令はもはや「国家のトラウマ」ではないと述べてマルコス大統領には英雄墓地に埋葬される資格があると主張し、根拠として前年2015年の副大統領選の結果を挙げた。この選挙にはマルコス大統領の息子ボンボン・マルコスが出馬しており、レニー・ロブレドに20万票以上の差で敗れはしたが1400万票もの票を獲得していた。